# Blepisanis beuni
Blepisanis beuni är en skalbaggsart som först beskrevs av Stefan von Breuning 1976.  Blepisanis beuni ingår i släktet Blepisanis och familjen långhorningar. Inga underarter finns listade.